# 東京都道141号辻原町田線

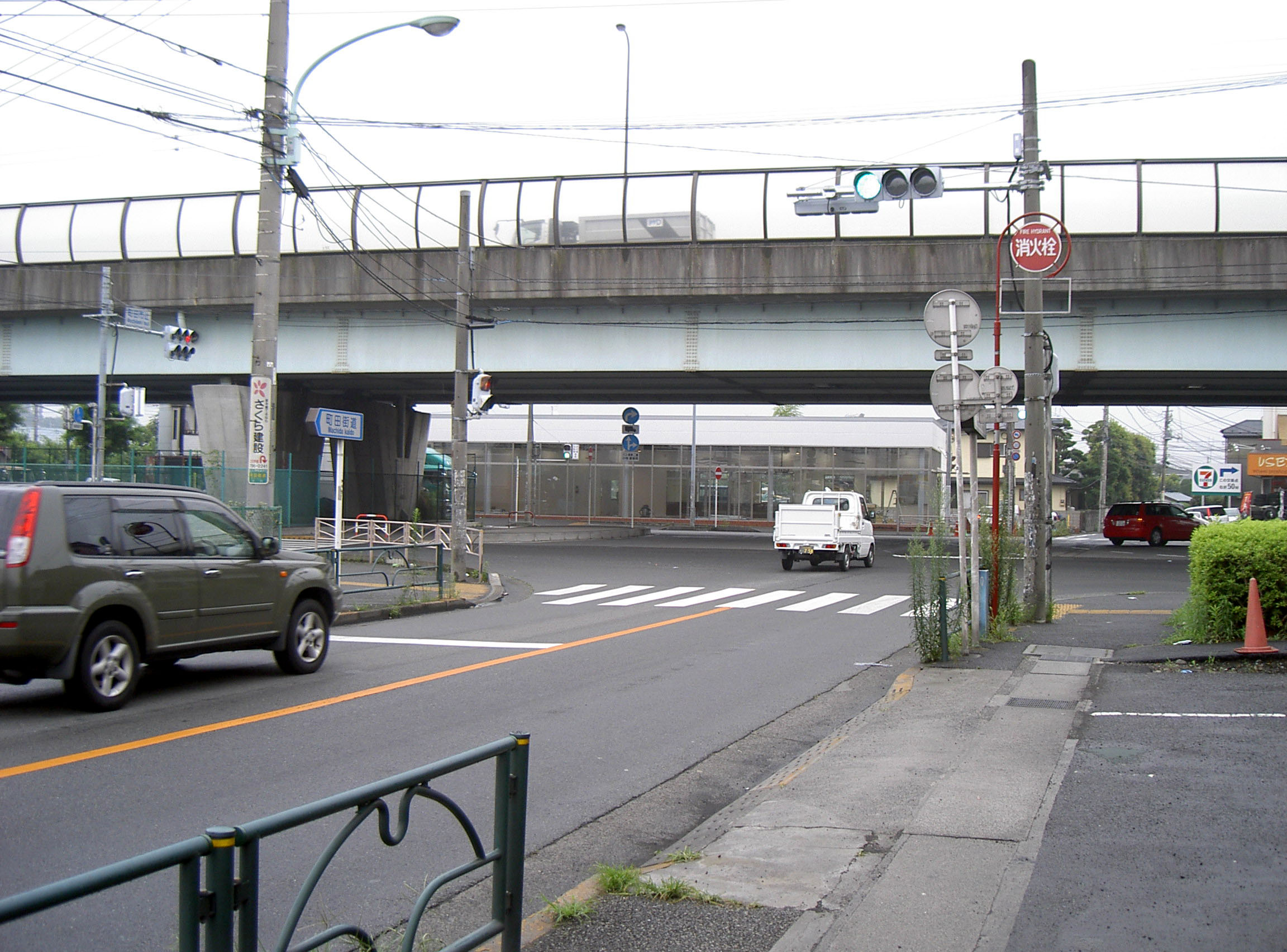
町田市辻交差点。上を走る国道246号から都道141号線が分岐。町田街道の南端でもある

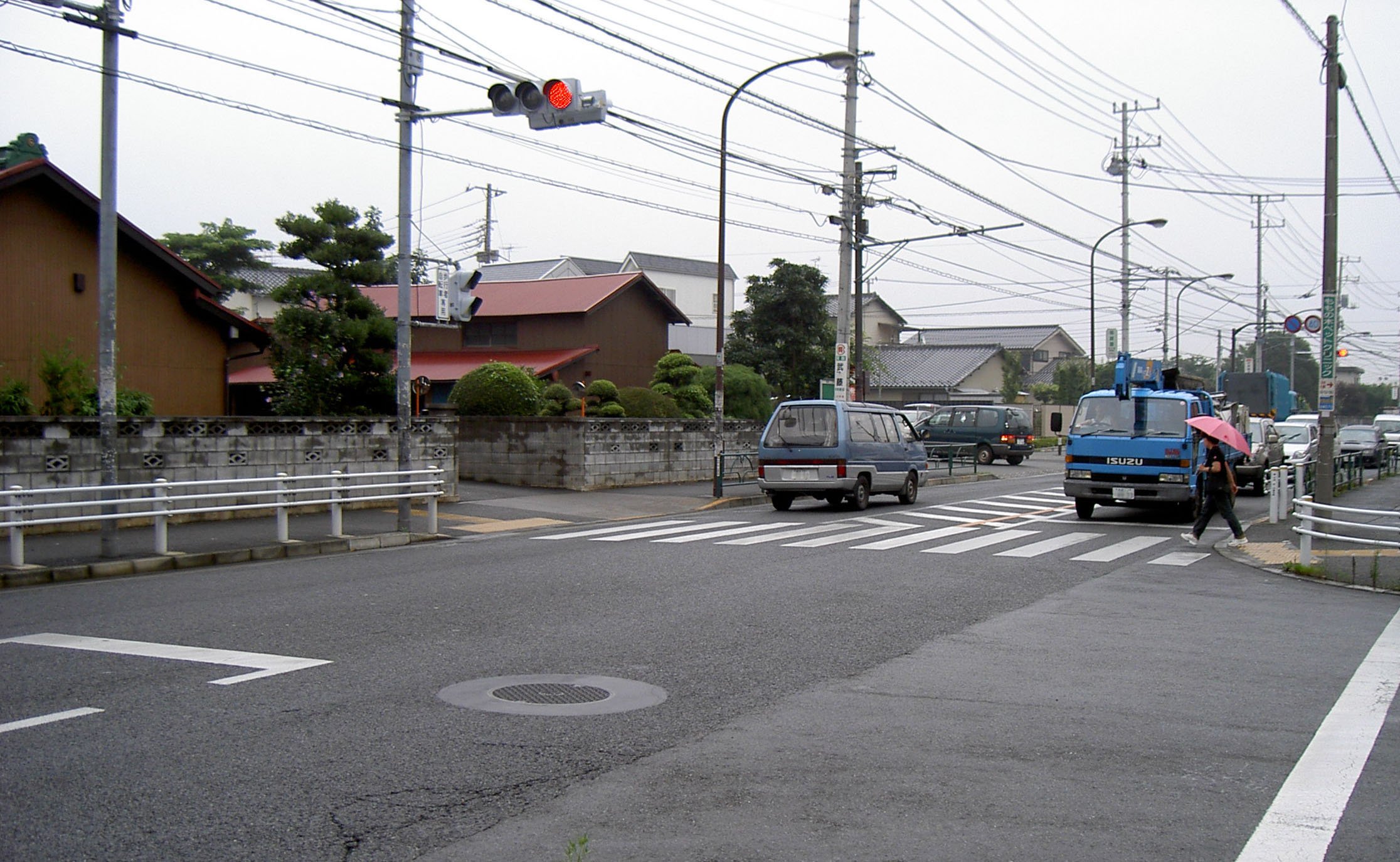
金森郵便局前交差点。奥から来た都道141号線が右から来た都道56号線支線が合流する

東京都道141号辻原町田線（とうきょうとどう141ごう つじはらまちだせん）は、東京都町田市鶴間と同市金森を結ぶ一般都道である。

## 概要
この道路は通称町田街道と呼ばれる。俗に、略して「マチカイ」と呼ばれることがある。全区間、東京湾と相模湾の分水界に沿っている。東名高速道路 横浜町田ICへのアクセス路としても使用されることから、全体的に混雑が激しい。現在、町田街道のバイパスとして整備中の都市計画道路町田3・3・36号相原鶴間線（通称新町田街道）のうち金森郵便局前以南の全線が指定される予定で、大和バイパス交点から町谷原通りまでの区間は事業化済みである。

### 路線データ
- 起点：東京都町田市鶴間8丁目 町田市辻交差点（国道246号）
- 終点：東京都町田市金森1丁目 南橋交差点（東京都道56号目黒町町田線）
- 延長：3,539m（実延長、2016年4月1日現在）[5]
- 面積：47,565m2
- 都市計画路線：町田3.4.31号線、町田3.3.36号線、町田3.4.38号線

## 歴史

### 沿革
- 1961年（昭和36年）3月15日 - 「辻原町田線」路線認定[6]
  - 整理番号 : 91
  - 起点 : 町田市辻 二国東京沼津線交点
  - 終点 : 同市原町田 藤沢町田線交点
- 1966年（昭和41年）4月1日 - 路線認定告示の変更[7]
  - 整理番号 : 141
  - 起点 : 町田市辻 一般国道246号交点
  - 終点 : 同市原町田 藤沢町田線交点
- 2007年（平成19年）3月26日 - 路線認定告示が変更され、起点と終点の表記が現行内容となる[8]

## 地理

### 通過する自治体
- 東京都
  - 町田市

### 交差する道路

#### 現道区間
| 交差する道路                              | 交差する道路                                 | 交差点名     | 所在地 | 所在地 |
| ----------------------------------------- | -------------------------------------------- | ------------ | ------ | ------ |
| 町田市道南560号線（旧町田街道）           |                                              |              |        |        |
| 国道246号（厚木街道・大山街道）           | 国道246号（厚木街道・大山街道）              | 町田市辻     | 東京都 | 町田市 |
| 町田市道南165号線                         | 都道141号新道（新町田街道 南町田方面、計画） | 金森         | 東京都 | 町田市 |
| 新町田街道 芹ヶ谷・忠生・相原方面（計画） | 東京都道56号目黒町町田線（支線・バイパス）   | 金森郵便局前 | 東京都 | 町田市 |
| -                                         | 東京都道56号目黒町町田線（藤沢街道）         | 南橋         | 東京都 | 町田市 |
| 東京都道56号目黒町町田線（町田街道）      |                                              |              |        |        |

#### 新道区間
※ 大部分が未事業化
　　　 |（至 町田市民病院東）
- 町田市金森郵便局前交差点　（都道141号現道、都道56号バイパスと接続）
|（この間現道拡幅予定）
- 町田市金森交差点　（都道141号現道と接続）
|
- 町田市南町田一丁目 （町谷原通りと接続）
|（この間事業化済み）
- 町田市南町田2丁目 （国道16号大和バイパス、南町田グランベリーパーク駅北口と接続。）

### バス路線
本道路は神奈川中央交通大和営業所（神奈中バス）のバス路線が全線に亘って乗り入れており、町田バスセンター（町田駅）と町田市南地域（金森・小川）を結ぶ路線バスが頻繁に運行されている。

### 周辺
- 町田慶泉病院（旧・町谷原病院）
- 町田消防署南出張所
- 町田市南市民センター
- 町田市立南中学校
- 町田市立南第三小学校